# Ishii Ryōsuke
Ishii Ryōsuke (japanisch 石井 良助; geboren 14. Dezember 1907 in Tokio; gestorben 12. Januar 1993) war ein japanischer Rechtshistoriker.

## Leben und Wirken
Ishii Ryōsuke wurde in Tokio geboren und machte 1930 seinen Abschluss an der Fakultät für Rechtswissenschaften der Universität Tokio. Anschließend erhielt er 1930 eine Stelle als Assistent an der Universität. Zwei Jahre später wurde er Assistenzprofessor. 1937 erhielt er mit der Dissertation „Study on the Medieval Samurai Real Estate Legislation Law“ den Doktorgrad. 1942 wurde er als Professor Nachfolger von Nakada Kaoru.
1968 wurde Ishii mit Ehren verabschiedet. Dann lehrte er als Professor an der Fakultät für Geisteswissenschaften der Niigata-Universität, ab 1970 als Professor an der Rechtsfakultät der Senshū-Universität und ab 1979 als Professor an der Rechtsfakultät der Sōka-Universität.
1950 wurde er Vorsitzender der „Japanischen Gesellschaft der Rechtsgeschichte“ (日本法制史学会, Nihon hōsei-shi gakkai). 1977 wurde er Mitglied der Japanischen Akademie der Wissenschaften und 1994 als Person mit besonderen kulturellen Verdiensten geehrt. 1990 wurde er mit dem Kulturorden ausgezeichnet.
Ishii hat historische Materialien zur Tokugawa-Zeit  gesammelt, bearbeitet und veröffentlicht und dazu viele Arbeiten zur Rechtsgeschichte in der frühen Neuzeit hinterlassen, darunter 1948 den „Überblick über die Geschichte des japanischen Rechtssystems“ (日本法制史概説, Nihon hōsei-shi gaisetsu), „Japanese Legislation in the Meiji Era“, übersetzt und adaptiert von W.T. Chambliss (1958), „A History of Political Institutions in Japan“ (1980).